# Gérard Laureau
Gérard Laureau (ur. 22 marca 1920 roku, zm. 19 listopada 2002 roku) – francuski kierowca wyścigowy.

## Kariera
Laureau rozpoczął karierę w międzynarodowych wyścigach samochodowych w 1954 roku od startów w wyścigu Tourist Trophy, w którym uplasował się na 21 pozycji. W późniejszych latach Francuz pojawiał się także w stawce 24-godzinnego wyścigu Le Mans, Formuła 2 Frontières Grand Prix, Formuła 2 Coupe du Salon, Formuła 2 Solitude Grand Prix, Formuła 2 Paris Prix, Formuły 2 oraz Formuła 2 Trophées de France i innych wyścigów zaliczanych do klasyfikacji Mistrzostw Świata Samochodów Sportowych.